# Liu Guoliang
Liu Guoliang, född 10 januari 1976 i Xinxiang, Kina, är en kinesisk idrottare som tog individuellt OS-guld i bordtennis 1996 i Atlanta och OS-brons 2000 i Sydney. Han har även vunnit två medaljer i dubbel, dels OS-guld 1996 tillsammans med Kong Linghui, dels OS-silver 2000 - även detta tillsammans med Kong Linghui.